# Oliver Hofstetter
Oliver Hofstetter (* 16. Januar 1990 in Uster) ist ein ehemaliger Schweizer Radrennfahrer.
Hofstetter erreichte 2006 bei den Schweizer Meisterschaften im Cyclocross den zweiten Platz in der Jugendklasse. 2011 konnte er eine Etappe des Giro delle Valli Cuneesi nelle Alpi del Mare sowie das Rennen Bern-West gewinnen.
Zur Saison 2012 schloss sich Hofstetter dem luxemburgischen Leopard-Trek Continental Team an. Dort gelangen ihm nur einige vordere Etappenplatzierungen in Rennen der zweiten UCI-Kategorie. Mit Ablauf der Saison 2013 beendete er seine Karriere als Radsportler.